# Maféré
Maféré  est une localité du sud-est de la Côte d'Ivoire et appartenant au département d'Aboisso, Région du Sud-Comoé. La localité de Maféré est un chef-lieu de commune.